# Гмюнд (округ)
Гмюнд (нем. Bezirk Gmünd) — округ в Австрии. Центр округа — город Гмюнд. Округ входит в федеральную землю Нижняя Австрия. Занимает площадь 786,24 км². Население 40 050 чел. Плотность населения 51 человек/кв.км.
Официальный код округа AT124.

## Общины
1. Амалиндорф-Альфанг
2. Бад-Гроспертольц
3. Бранд-Нагельберг
4. Эггерн
5. Айсгарн
6. Гмюнд
7. Гросдитманс
8. Гросшёнау
9. Хаугшлаг
10. Хайденрайкстайн
11. Хиршбах
12. Хоэнайх
13. Кирхберг-на-Вальде
14. Личау
15. Морбад-Харбах
16. Райнгерс
17. Шремс
18. Санкт-Мартин
19. Унзерфрау-Альтвайтра
20. Вальденштайн
21. Вайтра

## Города и Общины
1. Амалиндорф-Альфанг